# Imbaú
Imbaú è un comune del Brasile nello Stato del Paraná, parte della mesoregione del Centro Oriental Paranaense e della microregione di Telêmaco Borba.
Il comune venne creato nel 1997, separandosi dal territorio del comune di Telêmaco Borba. La città si trova a 185,5 km dalla capitale Curitiba.